# 杨家湾水库
杨家湾水库是中国陕西省榆林市靖边县境内的一座水库，位于芦河上，建于1974年。水库正常库容为200万立方米，集雨面积为73平方千米，海拔为1316.2米。